# Nauru na Letních olympijských hrách 2000
Nauru se účastnilo Letních olympijských her 2000 a zastupovali ho 2 sportovci v 1 sportu (1 muž a 1 žena). Jednalo se o druhý start tohoto státu na letních olympijských hrách. Vlajkonošem výpravy byl vzpěrač Marcus Stephen. Nejmladší z týmu byla Sheeva Peo, které v době konání her bylo 23 let. Nejstarší z týmu byl Marcus Stephen, kterému bylo v době konání her 30 let. Nikomu z výpravy se během her nepodařilo získat medaili.

## Pozadí
Olympijský výbor Nauru byl Mezinárodním olympijským výborem uznán 1. ledna 1994. Na základě toho se v roce 1996 mohlo Nauru zúčastnit prvních olympijských her, v daném roce konaných v Atlantě. V roce 2000 v Sydney tedy Nauru startovalo na svých druhých olympijských hrách. Na předchozích hrách se však nikomu z reprezentantů nepodařilo pro Nauru získat medaili.

## Disciplíny

### Vzpírání
Oba sportovci vyslaní na olympijské hry do Sydney zemi reprezentovali ve vzpírání. Marcus Stephen startoval ve váhové kategorii mužů do 62 kg. Celkově dosáhl výsledku 285 bodů a skončil tak na 11. místě z 21 startujících sportovců (5 jich však závod nedokončilo a 1 závodník byl diskvalifikován).
V ženské váhové kategorii nad 75 kg startovala Sheeva Peo. Celkově dosáhla výsledku 220 bodů a umístila se na 10. pozici z 11 startujících sportovkyň (1 však závod nedokončila).
| Sportovec/Sportovkyně | Disciplína     | Trh      | Trh    | Nadhoz   | Nadhoz | Dohromady | Pořadí |
| Sportovec/Sportovkyně | Disciplína     | Výsledek | Pořadí | Výsledek | Pořadí | Dohromady | Pořadí |
| --------------------- | -------------- | -------- | ------ | -------- | ------ | --------- | ------ |
| Marcus Stephen        | Muži do 62 kg  | 122,5    | 15.    | 162,5    | 7.     | 285       | 11.    |
| Sheeva Peo            | Ženy nad 75 kg | 97,5     | 11.    | 122,5    | 10.    | 220       | 10.    |